# سربرنیکوو
سربرنیکوو (به لاتین: Serebrennikovo) یک منطقهٔ مسکونی در روسیه است که در سرزمین آلتای واقع شده‌است.